# Antonio Vacca
Antonio Vacca (* 8. August 1934 in Quartu Sant’Elena; † 22. Dezember 2020 in Cagliari) war ein italienischer Geistlicher und römisch-katholischer Bischof von Alghero-Bosa.

## Leben
Antonio Vacca empfing nach seiner theologischen Ausbildung in Cagliari und Cuglieri am 28. Juli 1957 die Priesterweihe. Er war Professor und Vizerektor am Erzbischöflichen Seminar von Cagliari (1957–1965) und Seelsorger in Monserrato (1965–1968), in Sestu (1968–1977) und in Cagliari (1977–1993).
Papst Johannes Paul II. ernannte ihn am 18. Februar 1993 zum Bischof von Alghero-Bosa. Der Erzbischof von Cagliari, Ottorino Pietro Alberti, weihte ihn am 21. März desselben Jahres zum Bischof; Mitkonsekratoren waren Pier Giuliano Tiddia, Erzbischof von Oristano, und Giovanni Cogoni, Bischof von Iglesias.
Nach dem Tod von Erzbischof Salvatore Isgró wurde Vacca am 31. Mai 2004 zum Apostolischen Administrator von Sassari ernannt. Bis zur Ernennung von Erzbischof Paolo Mario Virgilio Atzei am 14. September desselben Jahres verwaltete er die Erzdiözese. 
Papst Benedikt XVI. nahm am 29. September 2006 sein Rücktrittsgesuch an.